# Reuzendoornrog
De reuzendoornrog (Plesiobatis daviesi) is een rog uit een monotypisch geslacht en een monotypische familie. Zoals de naam al aangeeft is dit de grootste doornrog. De gemiddelde lengte van een volwassen reuzendoornrog ligt tussen de 1,9 en 2,0 meter, ze kunnen maximaal 2,7 m lang worden.

## Leefgebied
Het verspreidingsgebied van de reuzendoornrog reikt in de Indische Oceaan van de zuidoostkust van Afrika (Zuid-Afrika en Mozambique) tot het zuiden van India in de Grote Oceaan van Japan via de Filipijnen tot Australië en verder tot aan Hawaï. Deze doornrog leeft op een diepte tussen de 50-800 m onder het wateroppervlak op zeebodems met een zachte ondergrond. Ze foerageren op kleine vissen, krabben, garnalen, kreeften, inktvissen en borstelwormen.
In 2003, tijdens een onderzoekexpeditie in een onderzeese kloof bij Hawaï werden reuzendoornroggen waargenomen op een diepte van 650 m.

## Relatie tot de mens
Omdat de reuzendoornrog leeft in diepe en moeilijke toegankelijke zeegebieden van het continentaal plat, is er relatief weinig over hem bekend. De vis wordt als bijvangst door de beroepsvisserij met lange lijnen en sleepnetten op grote diepte gevangen. Het visvlees wordt wel gebruikt, maar wordt niet hoog gewaardeerd. Bij het aan boord brengen van de reuzendoornrog bestaat het risico op verwondingen door de lange giftige stekel in de staart. De visserij vormt geen bedreiging voor de populatiegrootte en daarom staat hij als niet bedreigd op de internationale rode lijst.